# خورش چشم‌بلبلی
خورش چشم بلبلی یکی از ده‌ها نوع خورش‌های اصیل ایرانی است که در طبخ آن از گوشت قرمز چرخ کرده پیاز رب گوجه فرنگی ادویه جات مخصوص و لوبیا چشم بلبلی یا (لوبیا رشتی) استفاده و با پلو مصرف می‌شود.
این خورش متعلق به شهرهای شمال کشور به خصوص مازندران و اردبیل است.